# Institut der deutschen Wirtschaft

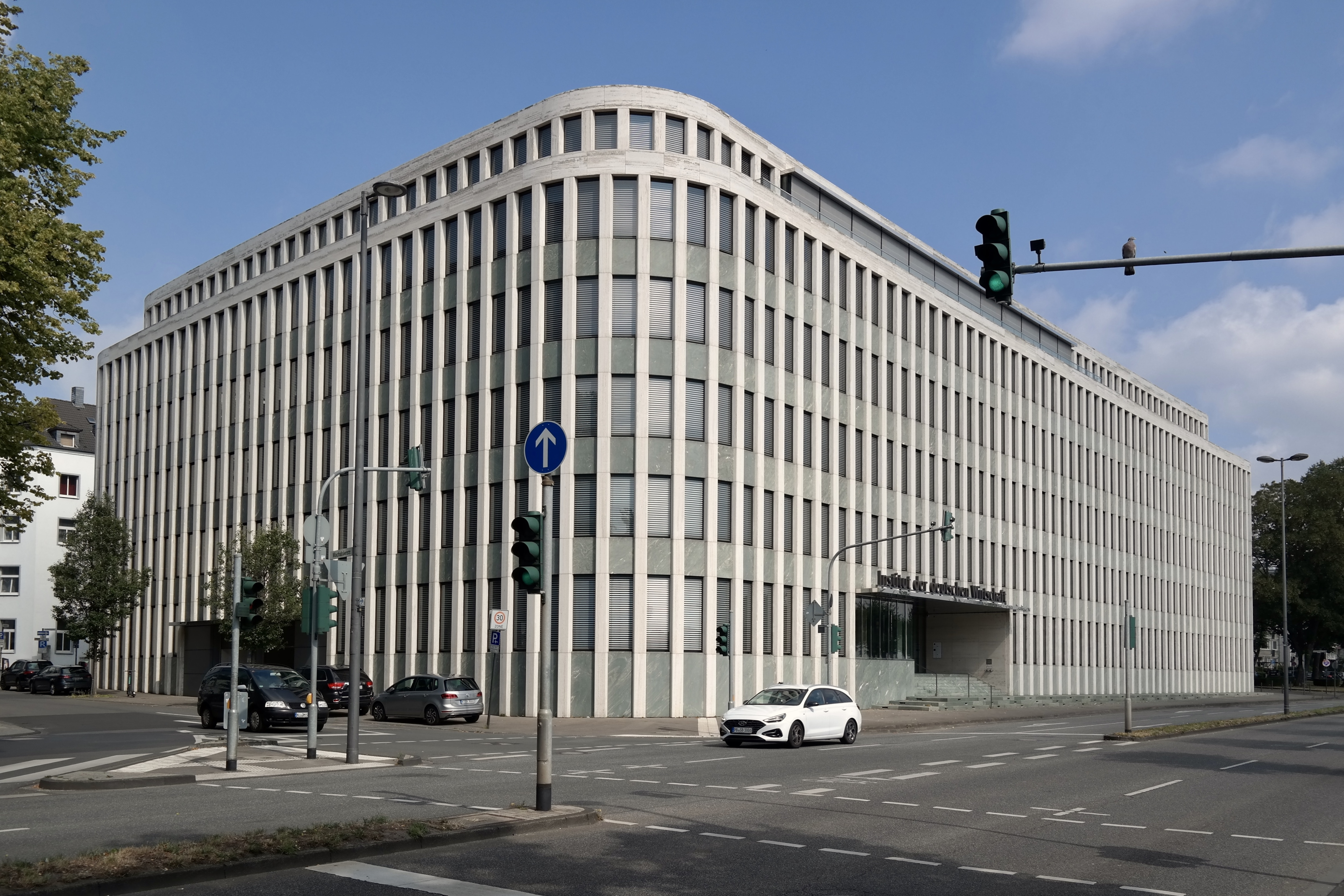
Zentrale am Konrad-Adenauer-Ufer, Köln

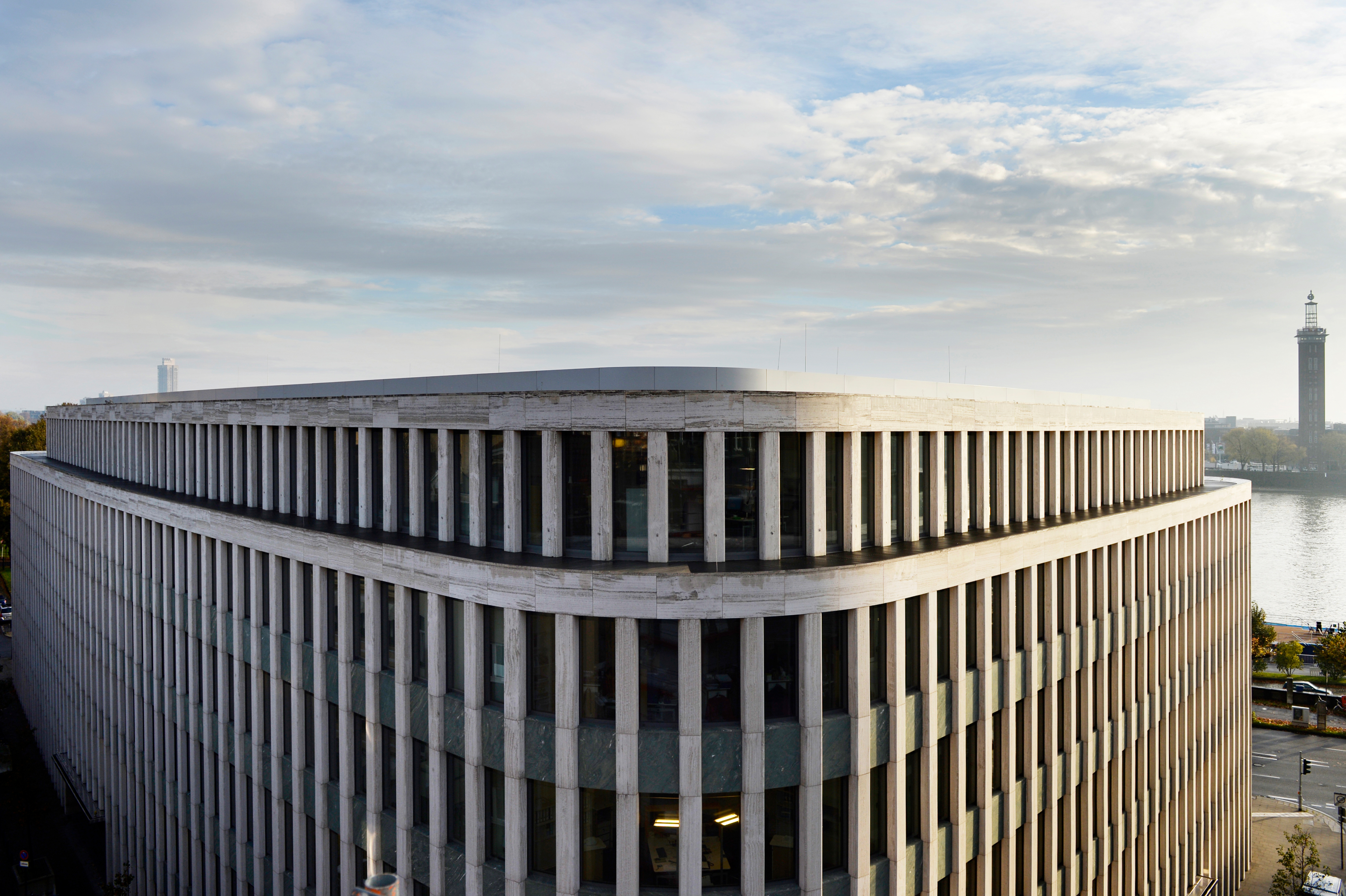
Das Institut der deutschen Wirtschaft am Kölner Rheinufer von VALENTYN ARCHITEKTEN

Das Institut der deutschen Wirtschaft Köln e. V. (IW) mit Sitz in Köln und Büros in Berlin und Brüssel ist ein arbeitgeber-nahes Wirtschaftsforschungsinstitut, das von Verbänden und Unternehmen der Wirtschaft finanziert wird.
Trägervereine sind die Bundesvereinigung der Deutschen Arbeitgeberverbände und der Bundesverband der Deutschen Industrie. Die Mitgliedsverbände gehören in der Regel einem dieser Dachverbände an. Weiter können Unternehmen und Institutionen der privaten Wirtschaft Mitglied werden.
Das IW erarbeitet Analysen und Stellungnahmen zu Fragen der Wirtschafts- und Sozialpolitik, des Bildungs- und Ausbildungssystems sowie der gesellschaftlichen Entwicklung.
Das Institut vertritt wirtschaftsliberale Positionen. Das IW ist Mutterorganisation der Lobbyorganisation Initiative Neue Soziale Marktwirtschaft und wissenschaftlicher Berater des Roman Herzog Instituts.

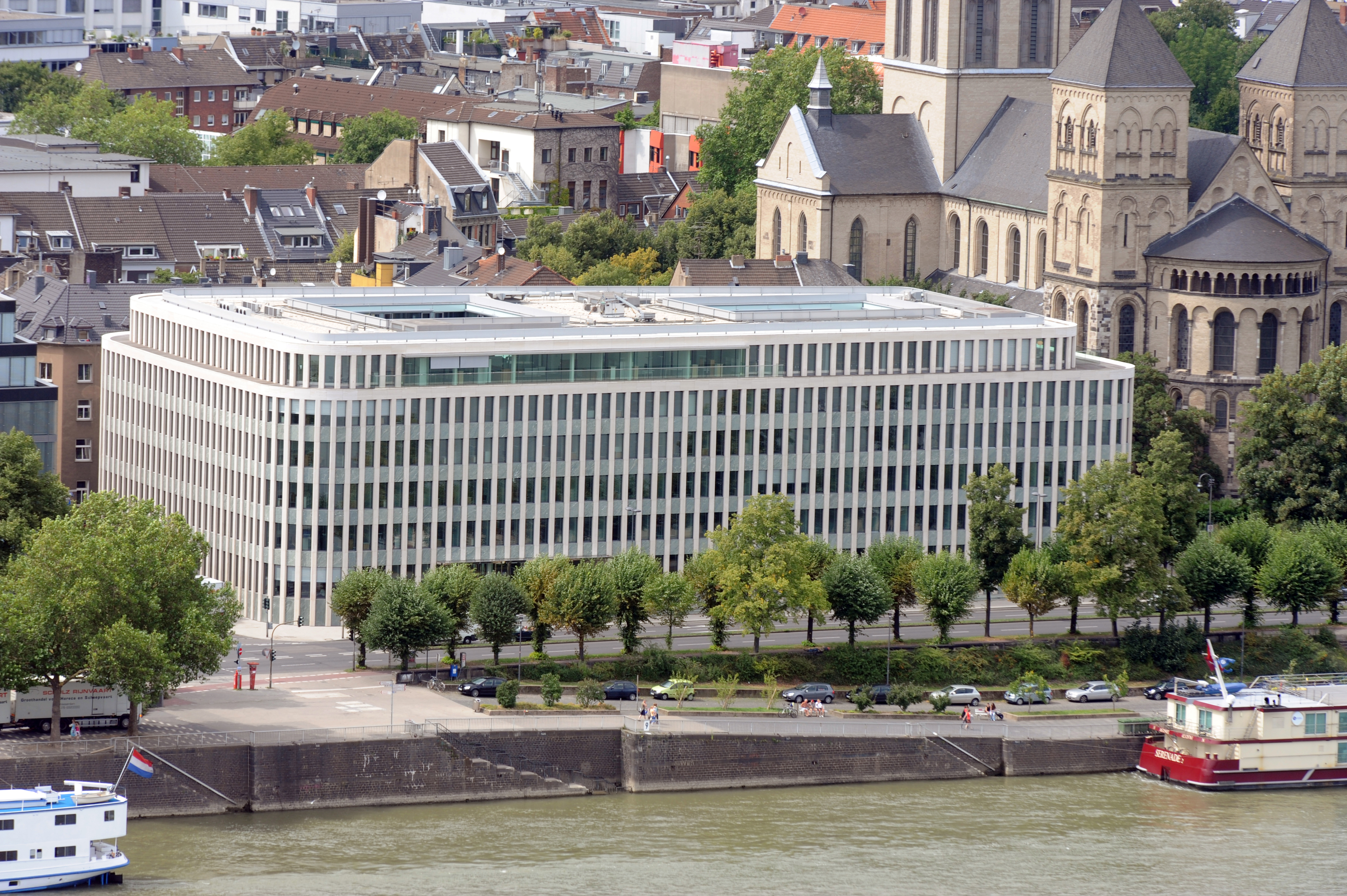

## Leitung
- Präsidentin ist seit Juni 2025 Angelique Renkhoff-Mücke[2]
- Direktor ist Michael Hüther,
- das Hauptstadtbüro leitet Knut Bergmann.[3]

## IW-Verbund
Das IW ist gegliedert in:
- einen Wissenschaftsbereich,
- eine Gesellschaft für kommerzielle Forschung und Beratung,
- Unternehmen mit publizistischem Auftrag,
- Unternehmen, welche Lobbyismus im Auftrag der Wirtschaft betreiben und
- einen Anbieter von Seminaren für Führungskräfte.

### Wissenschaft und Forschung
Die Forschungsarbeit wird im Wissenschaftsbereich geleistet, der in elf Felder unterteilt ist. Der Wissenschaftsbereich wird von Hubertus Bardt geleitet.
Felder:
- Arbeitsmarkt und Arbeitswelt mit den Schwerpunkten Beschäftigung und Arbeitslosigkeit, Arbeitsbedingungen und Personalpolitik
- Berufliche Qualifizierung und Fachkräfte mit den Arbeitsbereichen Ausbildung, Weiterbildung, Fachkräftesicherung und Internationale Berufsbildungsforschung
- Berufliche Teilhabe und Rehabilitation mit den Arbeitsbereichen Hilfsmittel, Arbeitsleben und Behinderung, Gute Praxis, Berufliche Bildung, Forschung, Statistik, Ausgleichsabgabe und internationale Projekte
- Bildung, Zuwanderung und Innovation mit den Arbeitsbereichen Bildung, Familienpolitik, Zuwanderung, Innovationen und MINT
- Finanzmärkte und Immobilienmärkte mit den Arbeitsbereichen Wohnungspolitik und Immobilienökonomik, Geldpolitik und Finanzmarktökonomik sowie Unternehmensfinanzierung und Immobilienfinanzierung
- Internationale Wirtschaftsordnung und Konjunktur mit den Arbeitsbereichen In- und Auslandskonjunktur, Europäische Integration und Internationale Wirtschaftspolitik
- Öffentliche Finanzen, soziale Sicherung, Verteilung mit den Arbeitsbereichen Finanz- und Steuerpolitik, Verteilung, soziale Sicherung und Pharmastandort Deutschland
- Strukturwandel und Wettbewerb mit den Arbeitsbereichen Industrieökonomik und Wettbewerb sowie Unternehmen
- Tarifpolitik und Arbeitsbeziehungen mit den Arbeitsbereichen Lohn- und Tarifpolitik, Industrielle Beziehungen, Arbeitszeiten und -kosten sowie Einkommenspolitik
- Umwelt, Energie, Infrastruktur mit den Arbeitsbereichen internationale Klimapolitik, Green Economy, Energieversorgung, Ressourcen sowie Verkehr und Infrastruktur
- Verhaltensökonomik und Wirtschaftsethik mit den Arbeitsbereichen Institutionen- und Verhaltensökonomik, Wirtschafts- und Unternehmensethik, Zukunft der Arbeit, bürgerschaftliches Engagement der Unternehmen und Analyse des Dritten Sektors

### Bereichsübergreifende Forschungsgruppen
Bereichsübergreifend gibt es zwei Forschungsgruppen, die kontinuierlich zum jeweiligen Schwerpunkt arbeiten:
- Konjunktur, koordiniert von Michael Grömling
- Mikrodatenanalyse, koordiniert von Christina Anger und Judith Niehues

### Kommerzielle Forschung und Beratung
Die kommerzielle Beratung ist in der IW Consult GmbH organisiert. Die Consult richtet ihre Angebote an Unternehmen und Verbände, Ministerien und Stiftungen. Dazu arbeitet die Consult eng mit den Forschungsbereichen des Instituts zusammen. Zu den aktuellen Gebieten zählen Branchen- und Regionalanalysen, Umfragen und empirische Untersuchungen sowie die Organisation von Netzwerken und Projekten. Dazu gehört unter anderem die Geschäftsstelle des Klassifikationssystems eCl@ss und das Projekt PROZEUS (Prozesse und Standards) zur Förderung des elektronischen Geschäftsverkehrs.

### Lobbyismus und Publizistik im Auftrag der Wirtschaft
Die publizistischen und PR-Aktivitäten werden in der Institut der deutschen Wirtschaft Köln Medien GmbH (IW Medien) gebündelt, zu der auch die Redaktionen des Instituts gehören. Tochtergesellschaften des Medienhauses sind der Kölner Universitätsverlag GmbH (KUV) und die Initiative Neue Soziale Marktwirtschaft GmbH (INSM). Die IW Medien betreibt außerdem den iwd (Informationsdienst des Instituts der deutschen Wirtschaft), welcher „das publizistische Sprachrohr des Instituts der deutschen Wirtschaft, das von Wirtschaftsverbänden und Unternehmen finanziert wird“ ist.
Die INSM ist eine vom Arbeitgeberverband Gesamtmetall finanzierte Lobbyorganisation. Sie verfolgt das Ziel, durch Öffentlichkeitsarbeit ihre politischen Botschaften bei Entscheidern und in der Bevölkerung zu verankern. Die Bereitschaft für wirtschaftsliberale Reformen soll erhöht werden, insbesondere strebt die INSM Deregulierung und Privatisierung bei der Arbeitsmarkt-, Sozial- und Tarifpolitik an, eine wettbewerbsorientierte Bildungspolitik, sowie oft auch eine Abschwächung klimapolitischer Maßnahmen. Die INSM gibt wiederum auch Studien beim Institut der deutschen Wirtschaft in Auftrag.

## Internationale Einbindung
Das IW war bis 2009 Mitglied im „Network of Private Business Organizations“, dem Institutionen aus Europa, Amerika, Australien und Asien angehören. Es ist Mitglied im Advisory Board der Zeitschrift „Europe's World“ der Friends of Europe und führt regelmäßigen Austausch über wirtschafts- und gesellschaftspolitische Themen mit Einrichtungen in Österreich und der Schweiz sowie im Rahmen der OECD. Seit dem 1. Juli 2015 unterhält das IW zudem ein Büro in Brüssel.

## Geschichte

### Anfänge und Wachstum
Am 16. Januar 1951 wurde das Deutsche Industrie-Institut (DI) gegründet. Gemäß Beschluss der auf der Gründungsversammlung in Oestrich (Rheingau) anwesenden Industriellen und Verbandsvertreter sollte das Institut eine „breitgefächerte volkswirtschaftliche Aufklärungsarbeit über Leistungen und Grundsätze der freien Unternehmerwirtschaft auf der Grundlage von wissenschaftlich einwandfreien Erkenntnissen“ leisten. Das Institut nahm am 2. Mai 1951 in Köln seine Arbeit auf. Noch im Laufe des Jahres wurden erste Periodika begründet, darunter der Unternehmerbrief, der ab 1975 redaktionell weiter entwickelt als iwd veröffentlicht wird. Verabschiedung der Satzung und Wahl des ersten Vorstands erfolgte am 19. September in Köln, die Eintragung ins Vereinsregister wurde am 16. Oktober 1951 vorgenommen. Der Gründungsvorstand bestand aus dem Textilunternehmer Carl Neumann (Präsident des Instituts bis 1966), Hellmuth Krengel, Kurt Pentzlin und als stellvertretendes Vorstandsmitglied Otto Seeling. Als Eigenbetrieb des Instituts wurde noch im gleichen Jahr der Deutsche Industrieverlag (später: Deutscher Instituts-Verlag GmbH, heute: IW Medien) gegründet.
Der Beirat des Instituts, der die ständige Verbindung zu den Unternehmen und Verbänden der Wirtschaft aufrechterhalten soll, nahm mit einer ersten Sitzung 1954 seine Tätigkeit auf.
Die Bedeutung des Instituts wuchs in den Folgejahren kontinuierlich. 1956 wurde die Satzung dahingehend geändert, dass alle industriellen Mitgliedsverbände des Bundesverbandes der Deutschen Industrie und der Bundesvereinigung der Deutschen Arbeitgeberverbände die ordentliche Mitgliedschaft im IW erwerben konnten. 1961 hatte das Institut bereits rund 160 feste Mitarbeiter, darunter 50 wissenschaftlich oder publizistisch ausgewiesene Fachleute. Bis zur Jahrtausendwende wächst die Zahl der Mitarbeiter auf rund 330 an, die je zur Hälfte im wissenschaftlichen Bereich des IW und in den Verlagen beschäftigt sind. Die Umbenennung des Deutschen Industrieinstituts in Institut der deutschen Wirtschaft Köln und der Deutschen Industrieverlags-GmbH in Deutscher Instituts-Verlag GmbH (DIV) erfolgte 1973.
Seit 1990 gibt es ein Büro in Berlin, das ursprünglich die marktwirtschaftliche Transformation in Ostdeutschland wissenschaftlich und publizistisch begleiten und unterstützen sollte und inzwischen die Repräsentanz des Instituts in der Bundeshauptstadt ist.

### Medien
Ab 1957 hielt das Institut Publikationen und Medien in der eigenen Bibliothek vor. In einer ersten Ausbaustufe hatte die Bibliothek 28 000 Bände sowie 820 in- und ausländischen Periodika und einem Pressearchiv. Hinzu kam 1962 die Einrichtung der Deutschen Industriefilmzentrale (DIZ), einer Einrichtung zum Verleih von Industriefilmen, die bis 1998 betrieben wurde. 1980 begann man mit dem Aufbau einer arbeitswissenschaftlichen Datenbank (Projekt PRODIS) als Keimzelle des Bereichs Datenbanken im IW. Auftrags- und Projektarbeiten prägen in der Folge und vor allem seit Anfang der 1990er Jahre zunehmend die Arbeit und Struktur des Instituts. Seit 1989 wurde die Datenbank REHADAT in Kooperation mit dem Bundesministerium für Arbeit und Sozialordnung aufgebaut.

### Arbeitskreise und Kooperationen
1965 übernahm das IW mit Einrichtung der Bundesarbeitsgemeinschaft Schule-Wirtschaft die Betreuung der seit 1953 bestehenden Arbeitskreise Schule-Wirtschaft, die seit 1976 gemeinsam mit der Bundesvereinigung der Deutschen Arbeitgeberverbände (BDA) geführt wird. Gründung des gemeinnützigen Instituts für angewandte wirtschafts- und gesellschaftswissenschaftliche Forschung e. V. (I.a.F.), das bis 1997 tätig war.
1984 begann ein regelmäßiger Dialog Kirche-Wirtschaft. Das IW ist das einzige der großen deutschen Wirtschaftsinstitute, das sich in einem eigenen Referat mit dem Verhältnis von Kirche und Wirtschaft und Fragen der Wirtschaftsethik befasst. Seit 1991 wird im zweijährlichen Turnus der vom Wuppertaler Unternehmer Klaus Tesch gestiftete Max-Weber-Preis für Wirtschaftsethik vergeben.

### Forschungsarbeit
1967 wurde das IW Mitglied bei der Arbeitsgemeinschaft deutscher wirtschaftswissenschaftlicher Forschungsinstitute. Um die Wirtschaftsforschung stärker quantitativ auszurichten, wurde 1969 die Arbeitsgruppe „Volkswirtschaftliche Gesamtrechnung und Prognosen“ gebildet. Es folgt 1970 die Mitgliedschaft in der Arbeitsgemeinschaft Sozialwissenschaftlicher Institute. Eine Forschungsstelle Immobilienökonomik folgte im Jahr 2005, und 2012 gründete man die „Akademie für Integres Wirtschaften“ (IW Akademie GmbH), die gemeinsam mit dem Institut für Wirtschafts- und Sozialpsychologie an der Universität zu Köln, dem Schmalenbach Institut der Fachhochschule Köln sowie der Hochschule Bonn/Rhein-Sieg Forschung zu ethischen Fragen betreibt und „Executive Education zum integren Wirtschaften“ anbietet. 1994 Gründung des Arbeitskreises Freizeitwirtschaft, der bis 2004 bestand, und der Forschungsstelle Ökonomie/Ökologie.

### Unternehmensgründungen
Seit den 1970er Jahren sind verstärkt GmbH-Gründungen und Übernahmen zu verzeichnen. So wird 1974 die edition agrippa GmbH gegründet – als Tochtergesellschaft des Deutschen Instituts-Verlags und Agentur für Öffentlichkeitsarbeit im Institut der deutschen Wirtschaft Köln zwecks Übernahme von Auftragsarbeiten für Dritte 1988 entsteht die Fortbildungsakademie der Wirtschaft gGmbH (FAW) zur Integration arbeitsloser Akademiker in die Wirtschaft.
Eine Koordinierungsstelle zur Förderung der Reintegration durch Qualifizierung und Ausbildung gGmbH (KFR) in Zusammenarbeit mit dem Bundesministerium für Arbeit und Sozialordnung wurde 1988 mit dem Ziel gegründet, rückkehrwillige türkische Staatsangehörige zu unterstützen. Die Gesellschaft wird ab 2000 als Koordinierungsstelle für berufliche Mobilität und Integration im Ausland gGmbH (KMI) geführt.
Die FAW ist seit 1995 mehrheitlich im Besitz der Beruflichen Fortbildungszentren der Bayerischen Wirtschaft (bfz). 1995 erwarb das IW die AKTIV-informedia verlag-gmbh, in der die Wirtschaftszeitung AKTIV erscheint, mit deren Tochtergesellschaft Als en Alpha-Omega und Kölner Universitätsverlag. Die Gesellschaft wurde 1996 auf den Deutschen Instituts-Verlag verschmolzen. Als Gesellschaft für kommerzielle Forschungs- und Beratungsleistungen des Instituts wurde 1998 das Institut der deutschen Wirtschaft Köln Consult GmbH gegründet. Es folgte 1999 die berolino.pr gmbh, die seit 2007 als INSM-Initiative Neue Soziale Marktwirtschaft GmbH firmiert, mit Firmensitz in Berlin als Tochter des Deutschen Instituts-Verlags für die Durchführung der Initiative Neue Soziale Marktwirtschaft (INSM). Weitere Gründungen waren 2001 die RheinSiteMedia GmbH als Tochtergesellschaft des Deutschen Instituts-Verlags für multimediale Dienstleistungen, die 2007 im Rahmen eines Management-Buy-Outs selbständig wurde. Das 1994 gegründete Projekt JUNIOR (Junge Unternehmer initiieren, organisieren, realisieren), in dem Schüler an allgemein bildenden Schulen in einjährigen Modellphasen an unternehmerische Tätigkeiten herangeführt werden, wurde 2008 gemeinsam mit anderen Projekten in das Institut der deutschen Wirtschaft Köln Junior gGmbH ausgelagert.